# نيد زيليتش
نيد زيليتش (بالإنجليزية: Ned Zelic)‏ (4 يوليو 1971 في سيدني في أستراليا – )؛ هو لاعب كرة قدم سابق كان يلعب كمدافع. يلعب مع منتخب أستراليا لكرة القدم منذ عام 1991.

## وصلات خارجية
- نيد زيليتش على موقع رابطة كرة القدم اليابانية للمحترفين (اليابانية)
- نيد زيليتش على موقع قاعدة بيانات كرة القدم.إي يو (الإنجليزية)
- نيد زيليتش على موقع ناشيونال فوتبول تيمز (الإنجليزية)
- نيد زيليتش على موقع Soccerway.com (الإنجليزية)
- نيد زيليتش على موقع عالم كرة القدم.نت (الإنجليزية)
- نيد زيليتش على موقع اللجنة الأولمبية الدولية (الإنجليزية)
- نيد زيليتش على موقع أوليمبيديا (الإنجليزية)
- نيد زيليتش على موقع اللجنة الأولمبية الأسترالية (الإنجليزية)

- National Football Teams